# Sebastián González (chilijski piłkarz)
Sebastián Ignacio González Valdés (ur. 14 grudnia 1978 w Viña del Mar) – chilijski piłkarz występujący na pozycji napastnika.

## Kariera klubowa
González karierę rozpoczynał w 1998 roku w zespole CSD Colo-Colo. W tym samym roku zdobył z nim mistrzostwo Chile. W sezonie 2002 z 18 bramkami na koncie został królem strzelców fazy Apertura Primera División de Chile. W 2002 roku odszedł do meksykańskiego Atlante FC. Przez 3,5 roku rozegrał tam 109 spotkań i zdobył 66 bramek. Na początku 2006 roku przeniósł się do Tigres UANL. Zadebiutował tam 22 stycznia 2006 roku w zremisowanym 1:1 pojedynku Primera División de México z Club América, w którym strzelił także gola. W 2007 roku z Tigres był wypożyczony do CD Veracruz oraz argentyńskiego Olimpo.
W styczniu 2008 roku González podpisał kontrakt z Tecos UAG. Po pół roku spędzonym w tej drużynie, przeniósł się do Club León. Stamtąd był wypożyczony do swojego pierwszego klubu, CSD Colo-Colo. W 2009 roku przeszedł do cypryjskiego APOP Kinyras Peyias. Przez rok rozegrał tam 24 spotkania i zdobył 9 bramek.
Następnie González grał w meksykańskim Toros Neza, a w 2011 roku został graczem boliwijskiego The Strongest. W sezonie 2011/2012 wywalczył z nim mistrzostwo fazy Apertura Primera División de Bolivia.

## Kariera reprezentacyjna
W reprezentacji Chile González zadebiutował w 2001 roku. Rok wcześniej wraz z młodzieżową reprezentacją Chile zdobył brązowy medal Letnich Igrzysk Olimpijskich. W 2004 roku został powołany do kadry na Copa América. Zagrał na nim w 3 meczach: z Brazylią (0:1), Paragwajem (1:1, gol) oraz Kostaryką (1:2), a Chile odpadło z turnieju po fazie grupowej.
W latach 2001–2005 w drużynie narodowej González rozegrał łącznie 14 spotkań i zdobył 3 bramki.